# 曲库乎乡
曲库乎乡，是中华人民共和国青海省黄南藏族自治州同仁市下辖的一个乡镇级行政单位。

## 行政区划
曲库乎乡下辖以下地区：
多哇村、古德村、瓜什则村、江龙农业村、江龙牧业村牧委会、索乃亥村、江什加村和木合沙村。

## 中国传统村落
2012年，江什加村被评为首批“中国传统村落”。